# Gerhard Kramer (Politiker, 1904)
Gerhard Friedrich Kramer (* 9. Oktober 1904 in Berlin; † 21. April 1973 in Hamburg) war ein deutscher Jurist und Politiker (SPD). Vor seiner politischen Karriere wurde er durch seine Funktion als Staatsanwalt in den Prozessen gegen Veit Harlan 1949 und 1950 bekannt.

## Leben

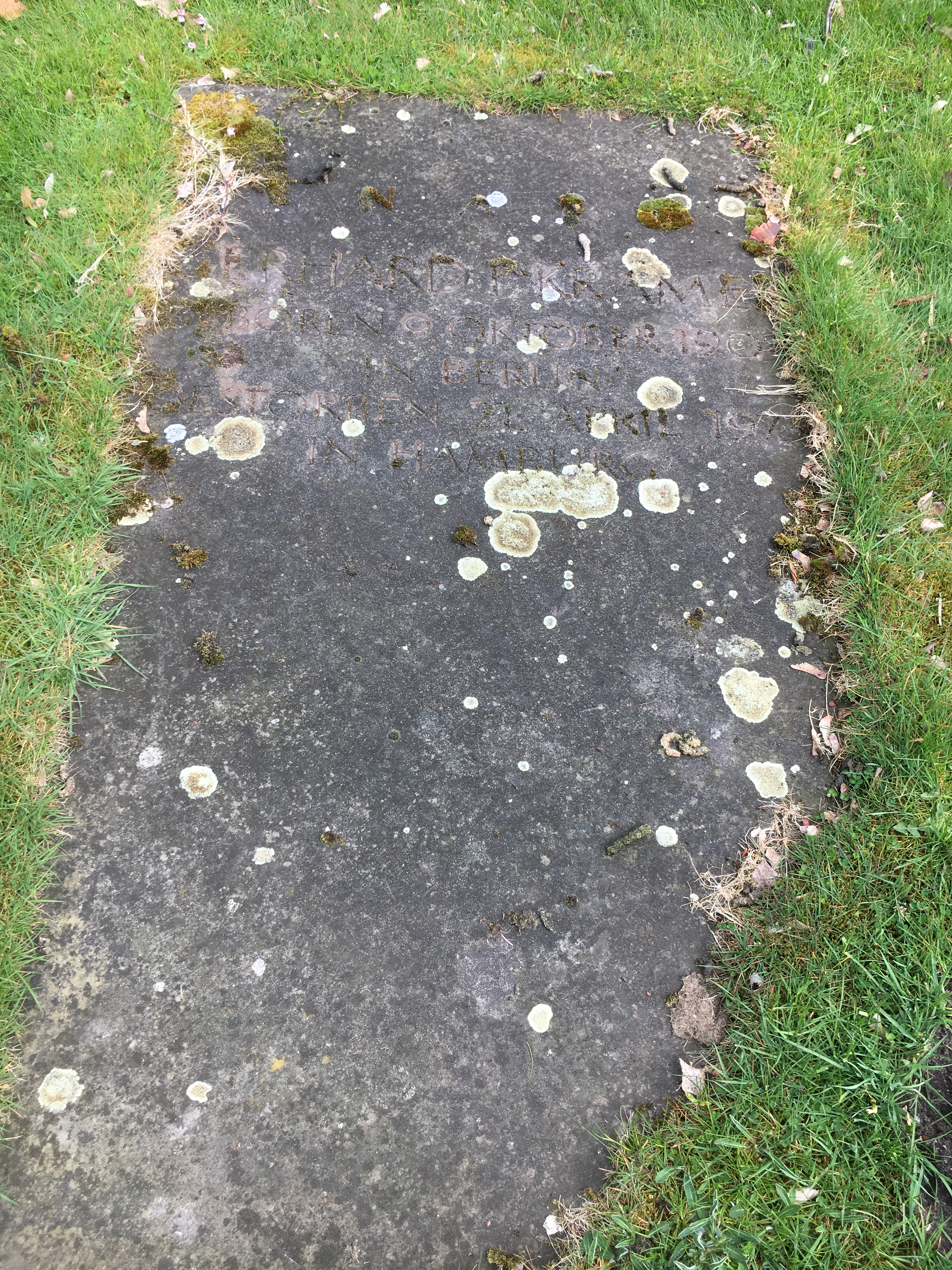
Grabstätte auf dem Friedhof Ohlsdorf

Kramer studierte an der Berliner Universität Rechts- und Staatswissenschaften. Kramer verlobte sich im Jahr 1927 mit der niederländischen Übersetzerin Rosey E. Pool (1905–1971). Sie heirateten im August 1932. Im Juni 1935 ließen sie sich scheiden. Im Jahr 1931 wurde er Gerichtsassessor und Staatsanwalt, 1933 Rechtsanwalt. Unter anderem verteidigte Kramer in dieser Eigenschaft Sally Epstein. Im Zweiten Weltkrieg wurde er als Dolmetscher und MG-Schütze in Frankreich und der Sowjetunion verwendet.
Seit 1946 war Kramer wiederum Staatsanwalt, seit 1947 Leitender Oberstaatsanwalt und seit 1956 Generalstaatsanwalt in Hamburg. Bei den Prozessen gegen Veit Harlan vertrat er die Anklage und erlangte durch schwungvolle Plädoyers öffentliche Bekanntheit. Im Jahr 1958 wechselte Kramer in die Politik und wurde Bevollmächtigter der Freien und Hansestadt Hamburg beim Bund. 1961 wurde er zusätzlich zu dieser Funktion zum Justizsenator von Hamburg ernannt. Nach der Bürgerschaftswahl 1966 wurde Kramer Senator der Kulturbehörde (Hamburg). Im Jahr 1970 schied er aus dem Amt aus.
Neben seiner beruflichen Laufbahn betätigte sich Kramer umfangreich publizistisch, unter anderem als Rezensent für die Wochenzeitung Die Zeit und Autor von Glossen unter dem Pseudonym Ulpian. Seine 1952 erschienenen Memoiren über den Zweiten Weltkrieg unter dem Titel Wir werden weiter marschieren sorgten wegen des vermeintlich pazifistischen Stils für Kritik bei Veteranenverbänden. Das Werk wurde in mehrere Sprachen übersetzt.
Gerhard Kramer verstarb im Alter von 68 Jahren und wurde auf dem Friedhof Ohlsdorf beigesetzt. Die mittlerweile verwaiste Grabstelle liegt im Planquadrat Bi 52 nordöstlich von Kapelle 10.

## Schriften
- Wir werden weiter marschieren. Blanvalet, 1952
- Polizei und Staat. In: Deutsche Polizei, 1/1951, S. 3ff.
- Gerhard F. Kramer: … und die sogenannte Unzucht. In: Der Spiegel. Nr. 38, 1966, S. 139–141 (online – Gerhard F. Kramer über Ernst Buchholz: „Kunst, Recht und Freiheit“).